# Peter Hla
Peter Hla (Hwary, 15 gennaio 1952) è un vescovo cattolico birmano, dal 15 dicembre 2005 vescovo di Pekhon.

## Biografia
Peter Hla è nato a Hwary il 15 gennaio 1952.

### Formazione e ministero sacerdotale
Ha iniziato gli studi primari nel villaggio natale e poi nel seminario minore di Taunggyi. Ha studiato filosofia e teologia presso il seminario maggiore nazionale di Yangon.
Il 18 marzo 1981 è stato ordinato presbitero per l'arcidiocesi di Taunggyi. In seguito è stato assistente parrocchiale nel suo villaggio natale di Hwary dal 1981 al 1982; direttore del Centro catechistico di Doungankha dal 1983 al 1985; assistente parrocchiale a Taunggyi dal 1985 al 1989; parroco a Taunggyi dal 1989 al 1995 ed economo arcidiocesano dal 1995 al 1997. Ha quindi seguito un corso biblico in Italia per sei mesi tra il 1997 e il 1998. Tornato in patria è stato parroco di Hwary dal 1998 al 2000 e vicario generale dal marzo del 2000.

### Ministero episcopale
Il 13 marzo 2001 papa Giovanni Paolo II lo ha nominato vescovo di vescovo ausiliare di Taunggyi e titolare di Castello di Numidia. Ha ricevuto l'ordinazione episcopale il 15 dicembre successivo dall'arcivescovo Adriano Bernardini, nunzio apostolico in Thailandia, Singapore e Cambogia e delegato apostolico in Myanmar, Laos, Malaysia e Brunei, co-consacranti l'arcivescovo metropolita di Taunggyi Matthias U Shwe e il vescovo emerito di Kengtung Abraham Than.
Il 15 dicembre 2005 papa Benedetto XVI lo ha nominato primo vescovo della nuova diocesi di Pekhon. Ha preso possesso della diocesi il 1º aprile successivo.
Nel maggio del 2008 e nel maggio del 2018 ha compiuto la visita ad limina.
Dal 2020 è presidente della Conferenza dei vescovi cattolici del Myanmar.

## Genealogia episcopale
La genealogia episcopale è:
- Cardinale Scipione Rebiba
- Cardinale Giulio Antonio Santori
- Cardinale Girolamo Bernerio, O.P.
- Arcivescovo Galeazzo Sanvitale
- Cardinale Ludovico Ludovisi
- Cardinale Luigi Caetani
- Cardinale Ulderico Carpegna
- Cardinale Paluzzo Paluzzi Altieri degli Albertoni
- Papa Benedetto XIII
- Papa Benedetto XIV
- Papa Clemente XIII
- Cardinale Marcantonio Colonna
- Cardinale Giacinto Sigismondo Gerdil, B.
- Cardinale Giulio Maria della Somaglia
- Cardinale Carlo Odescalchi, S.I.
- Vescovo Eugène de Mazenod, O.M.I.
- Cardinale Joseph Hippolyte Guibert, O.M.I.
- Cardinale François-Marie-Benjamin Richard de la Vergne
- Cardinale Pietro Gasparri
- Cardinale Clemente Micara
- Cardinale Antonio Samorè
- Cardinale Angelo Sodano
- Arcivescovo Adriano Bernardini
- Vescovo Peter Hla